# ويست هوليوود (كاليفورنيا)
ويست هوليووود (بالإنجليزية: West Hollywood)‏ هي إحدى مدن مقاطعة لوس أنجليس، كاليفورنيا. تم إعطاءها لقب مدينة في 29 نوفمبر، 1984.

## التركيبة السكانية
حدّد مكتب تعداد الولايات المتحدة بيانات التركيبة السكانية لويست هوليوود في تعداد الولايات المتحدة. في ما يلي، التركيبة السكانية حسب تعدادي 2000 و2010.

### تعداد عام 2000
بلغ عدد سكان ويست هوليوود 35,716 نسمة بحسب تعداد عام 2000، وبلغ عدد الأسر 23,120 أسرة وعدد العائلات 5,211 عائلة مقيمة في المدينة. في حين سجلت الكثافة السكانية 7,303.9 نسمة لكل كيلومتر مربع (18,917.0/ميل2). وبلغ عدد الوحدات السكنية 24,110 وحدة بمتوسط كثافة قدره 4,930.5 لكل كيلومتر مربع (12,769.9/ميل2).
وتوزع التركيب العرقي للمدينة بنسبة 86.43% من البيض و3.09% من الأمريكيين الأفارقة و0.36% من الأمريكيين الأصليين و3.78% من الأمريكيين ذوي الأصول الآسيوية و0.11% من سكان جزر المحيط الهادئ و2.87% من الأعراق الأخرى و3.35% من عرقين مختلطين أو أكثر و8.80% من الهسبانيون أو اللاتينيون من أي عرق.
بلغ عدد الأسر 23,120 أسرة كانت نسبة 6.4% منها لديها أطفال تحت سن الثامنة عشر تعيش معهم، وبلغت نسبة الأزواج القاطنين مع بعضهم البعض 16.4% من أصل المجموع الكلي للأسر، ونسبة 4.4% من الأسر كان لديها معيلات من الإناث دون وجود شريك، بينما كانت نسبة 1.7% من الأسر لديها معيلون من الذكور دون وجود شريكة وكانت نسبة 77.5% من غير العائلات. تألفت نسبة 60.5% من أصل جميع الأسر من عدة أفراد يعيشون في نفس المنزل ونسبة 12% كانت تتألف من شخص يعيش بمفرده يبلغ من العمر 65 عاماً أو أكثر. وبلغ متوسط حجم الأسرة المعيشية 1.53، أما متوسط حجم العائلات فبلغ 2.50.
بلغ العمر الوسطي للسكان 39.4 عاماً. وكانت نسبة 5.7% من القاطنين تحت سن الثامنة عشر، وكانت نسبة 6.3% بين الثامنة عشر والرابعة والعشرين عاماً، ونسبة 48.4% كانت واقعةً في الفئة العمرية ما بين الخامسة والعشرين والرابعة والأربعين عاماً، ونسبة 22.2% كانت ما بين الخامسة والأربعين والرابعة والستين، ونسبة 16.9% كانت ضمن فئة الخامسة والستين عاماً فما فوق. يوجد لكل 100 أنثى 123.1 ذكر، ويوجد لكل 100 أنثى في الثامنة عشر من عمرها فما فوق 124.8 ذكر.
بلغ متوسط دخل الأسرة في المدينة 38,914 دولارًا، أما متوسط دخل العائلة فبلغ 41,463 دولارًا. وكان متوسط دخل الذكور 45,598 دولارًا مقابل 35,750 دولارًا للإناث. وسجل دخل الفرد الخاص بالمدينة 38,302 دولارًا. وكانت نسبة 7.3% من العائلات ونسبة 11.5% من السكان تحت خط الفقر، وكان من هؤلاء نسبة 10% تحت سن الثامنة عشر ونسبة 10.5% في الخامسة والستين من العمر وما فوق.

### تعداد عام 2010
بلغ عدد سكان ويست هوليوود 34,399 نسمة بحسب تعداد عام 2010، وبلغ عدد الأسر 22,511 أسرة وعدد العائلات 4,343 عائلة مقيمة في المدينة. في حين سجلت الكثافة السكانية 7,034.6 نسمة لكل كيلومتر مربع (18,219.5/ميل2). وبلغ عدد الوحدات السكنية 24,588 وحدة بمتوسط كثافة قدره 5,028.2 لكل كيلومتر مربع (13,023.0/ميل2).
وتوزع التركيب العرقي للمدينة بنسبة 84.24% من البيض و3.24% من الأمريكيين الأفارقة و0.30% من الأمريكيين الأصليين و5.45% من الأمريكيين ذوي الأصول الآسيوية و0.10% من سكان جزر المحيط الهادئ و3.05% من الأعراق الأخرى و3.62% من عرقين مختلطين أو أكثر و10.50% من الهسبانيون أو اللاتينيون من أي عرق.
بلغ عدد الأسر 22,511 أسرة كانت نسبة 5.1% منها لديها أطفال تحت سن الثامنة عشر تعيش معهم، وبلغت نسبة الأزواج القاطنين مع بعضهم البعض 13.6% من أصل المجموع الكلي للأسر، ونسبة 3.8% من الأسر كان لديها معيلات من الإناث دون وجود شريك، بينما كانت نسبة 1.9% من الأسر لديها معيلون من الذكور دون وجود شريكة وكانت نسبة 80.7% من غير العائلات. تألفت نسبة 59.7% من أصل جميع الأسر من عدة أفراد يعيشون في نفس المنزل ونسبة 11.6% كانت تتألف من شخص يعيش بمفرده يبلغ من العمر 65 عاماً أو أكثر. وبلغ متوسط حجم الأسرة المعيشية 1.52، أما متوسط حجم العائلات فبلغ 2.42.
بلغ العمر الوسطي للسكان 40.4 عاماً. وكانت نسبة 4.6% من القاطنين تحت سن الثامنة عشر، وكانت نسبة 7% بين الثامنة عشر والرابعة والعشرين عاماً، ونسبة 47.2% كانت واقعةً في الفئة العمرية ما بين الخامسة والعشرين والرابعة والأربعين عاماً، ونسبة 26.3% كانت ما بين الخامسة والأربعين والرابعة والستين، ونسبة 14.9% كانت ضمن فئة الخامسة والستين عاماً فما فوق. وتوزع التركيب الجنسي للسكان بنسبة 56.2% ذكور و43.8% إناث.

## المناخ
يظهر الجدول التالي التغييرات المناخية على مدار السنة لويست هوليوود:
| البيانات المناخية لـويست هوليوود  | البيانات المناخية لـويست هوليوود | البيانات المناخية لـويست هوليوود | البيانات المناخية لـويست هوليوود | البيانات المناخية لـويست هوليوود | البيانات المناخية لـويست هوليوود | البيانات المناخية لـويست هوليوود | البيانات المناخية لـويست هوليوود | البيانات المناخية لـويست هوليوود | البيانات المناخية لـويست هوليوود | البيانات المناخية لـويست هوليوود | البيانات المناخية لـويست هوليوود | البيانات المناخية لـويست هوليوود | البيانات المناخية لـويست هوليوود |
| الشهر                             | يناير                            | فبراير                           | مارس                             | أبريل                            | مايو                             | يونيو                            | يوليو                            | أغسطس                            | سبتمبر                           | أكتوبر                           | نوفمبر                           | ديسمبر                           | المعدل السنوي                    |
| --------------------------------- | -------------------------------- | -------------------------------- | -------------------------------- | -------------------------------- | -------------------------------- | -------------------------------- | -------------------------------- | -------------------------------- | -------------------------------- | -------------------------------- | -------------------------------- | -------------------------------- | -------------------------------- |
| الدرجة القصوى °ف (°م)             | 90 (32)                          | 92 (33)                          | 91 (33)                          | 105 (41)                         | 101 (38)                         | 107 (42)                         | 102 (39)                         | 103 (39)                         | 111 (44)                         | 106 (41)                         | 100 (38)                         | 91 (33)                          | 111 (44)                         |
| متوسط درجة الحرارة الكبرى °ف (°م) | 67 (19)                          | 69 (21)                          | 69 (21)                          | 73 (23)                          | 73 (23)                          | 77 (25)                          | 80 (27)                          | 81 (27)                          | 80 (27)                          | 77 (25)                          | 72 (22)                          | 68 (20)                          | 74 (23)                          |
| متوسط درجة الحرارة الصغرى °ف (°م) | 46 (8)                           | 47 (8)                           | 49 (9)                           | 52 (11)                          | 56 (13)                          | 59 (15)                          | 62 (17)                          | 62 (17)                          | 61 (16)                          | 57 (14)                          | 51 (11)                          | 46 (8)                           | 54 (12)                          |
| أدنى درجة حرارة °ف (°م)           | 24 (−4)                          | 31 (−1)                          | 32 (0)                           | 32 (0)                           | 32 (0)                           | 43 (6)                           | 47 (8)                           | 49 (9)                           | 45 (7)                           | 40 (4)                           | 33 (1)                           | 30 (−1)                          | 24 (−4)                          |
| الهطول إنش (مم)                   | 3.19 (81)                        | 3.05 (77)                        | 2.66 (68)                        | 0.58 (15)                        | 0.26 (6.6)                       | 0.04 (1.0)                       | 0.02 (0.51)                      | 0.07 (1.8)                       | 0.08 (2.0)                       | 0.33 (8.4)                       | 0.94 (24)                        | 1.90 (48)                        | 13.12 (333)                      |
| المصدر:                           |                                  |                                  |                                  |                                  |                                  |                                  |                                  |                                  |                                  |                                  |                                  |                                  |                                  |

## أعلام
- روبرت ألتمان
- غريغ دانيلز
- براندون تايلور
- بريتاني ميرفي
- نيكي مارتن
- جولي لين هولمز
- لوكاس هاس